# Ушкин (Кошкаратинський сільський округ)
Ушки́н (каз. Ұшқын) — село у складі Келеського району Туркестанської області Казахстану. Входить до складу Кошкаратинського сільського округу.
Населення — 542 особи (2021; 435 у 2009, 454 у 1999, 291 у 1989).